# Boadilla de Ríoseco
Boadilla de Ríoseco är en ort i Spanien.   Den ligger i provinsen Provincia de Palencia och regionen Kastilien och Leon, i den norra delen av landet, 220 km nordväst om huvudstaden Madrid. Boadilla de Ríoseco ligger 786 meter över havet och antalet invånare är 153.
Terrängen runt Boadilla de Ríoseco är platt. Runt Boadilla de Ríoseco är det mycket glesbefolkat, med 4 invånare per kvadratkilometer. Närmaste större samhälle är Villada, 7,9 km norr om Boadilla de Ríoseco. Trakten runt Boadilla de Ríoseco består till största delen av jordbruksmark.